# Elatostema dissectum
Elatostema dissectum är en nässelväxtart som beskrevs av Hugh Algernon Weddell. Elatostema dissectum ingår i släktet Elatostema och familjen nässelväxter. Inga underarter finns listade i Catalogue of Life.